# アクアビート
アクアビート（英名ACQUABEAT）は、大分県別府市の杉乃井ホテル（スギノイパレス）にある、大型屋内レジャー温水プール施設である。

## 施設
- 波のプールのアクアビーチ、
- 流れるプールのミステリードーク
- スライダーのアクアポリス
- 屋外プールのアクアデッキ
- ジャグジー
- キッズパーク

ウォータースライダーはボディースライダーと浮輪を使って滑るリバーランスライダーの計4本。
ボディースライダーの中には暗闇を滑走するブラックスライダーがある。

## 料金
- 平日　大人2200円/中高生1200円/子供（4歳 - 小学生）800円
- 土・日・祝日 大人2700円/中高生1500円/子供1000円
- お盆 8/13 - 8/15 大人2800円/中高生1600円/子供1100円